# Luis Alzúa Orbegozo
Luis Alzúa Orbegozo (San Sebastián, 1856 - ibdem, siglo XX) fue un médico español que fue el primer director del asilo Reina Victoria, haciéndose merecedor de la Cruz de Beneficencia que representaba la caridad de toda una vida de sacrificios en bien de los pobres.

## Biografía
Cursó los estudios de medicina en la Universidad Central de Madrid estableciéndose como médico rural en Lezo.
En 1885 participó en la epidemia del cólera, recorriendo en misión sanitaria la costa guipúzcoana y vizcaína con los médicos Oroquieta y Sabino Ucelayeta.
En 1894 obtuvo la plaza de médico de puerta en el Hospital civil San Antonio Abad de San Sebastián donde llegó a ser su director especializándose en enfermedades del tórax visitando clínicas de Francia, Inglaterra y Alemania.
En 1910 se inauguró el asilo Reina Victoria del que fue nombrado director y en 1920 fue presidente de la Academia Médico Quirúrgica de Guipúzcoa.
En 1928, le fue entregada la Cruz de Beneficencia por parte del alcalde de San Sebastián en nombre de los asilados por su abnegado trabajo.